# Apamea contraria
Apamea contraria là một loài bướm đêm trong họ Noctuidae.